# Debris (série de televisão)
Debris é uma série de televisão  americana de ficção científica que foi criada, escrita e co-produzida por JH Wyman para a Legendary Pictures e a Universal Television.A série estreou em 1° de março de 2021 na NBC.A série foi cancelada em maio de 2021.

## Premissa
A série segue a vida de dois agentes de dois continentes diferentes, e duas mentalidades diferentes, que devem trabalhar juntos como uma equipe quando os destroços de uma nave alienígena destruída têm efeitos misteriosos na humanidade.

## Elenco e personagens

### Principal
| Ator             | Personagem      | Temporadas |
| Ator             | Personagem      | 1          |
| ---------------- | --------------- | ---------- |
| Riann Steele     | Finola Jones    | Principal  |
| Jonathan Tucker  | Bryan Beneventi | Principal  |
| Norbert Leo Butz | Craig Maddox    | Principal  |
| Anjali Jay       | Priya Ferris    | Recorrente |
| Gabrielle Ryan   | Dee Dee         | Recorrente |
| Sebastian Roché  | Brill           | Recorrente |
| Scroobius Pip    | Anson Ash       | Principal  |

#### Descrição
- Riann Steele como Finola Jones, um agente do MI6
- Jonathan Tucker como Bryan Beneventi, um agente da CIA
- Norbert Leo Butz como Craig Maddox, um agente da CIA e manipulador de Beneventi
- Scroobius Pip como Anson Ash

### Recorrente
- Anjali Jay como Priya Ferris, administradora do MI6 de Jones
- Gabrielle Ryan como Dee Dee, irmã mais nova de Jones
- Sebastian Roché como Brill, outro agente do MI6

## Episódios
| N.º na série | N.º na temp. | Título                                      | Dirigido por  | Escrito por | Exibição original  | Audiência (milhões) |
| --- | ------------ | ------------------------------------------- | ------------- | ----------- | ------------------ | ------------------- |
| 1 | 1            | "Pilot" "Piloto"                            | Brad Anderson | JH Wyman    | 1 de março de 2021 | 4,37                |
| Vários meses depois dos "destroços", os restos de uma espaçonave alienígena, colidem com a Terra, o oficial da CIA Bryan Beneventi e o agente do MI6 Finola Jones lideram uma força-tarefa designada para identificar,localizar e recuperar os destroços antes que caiam em mãos erradas. Depois que dois homens comprando ilegalmente um pedaço de entulho em um hotel escapam por pouco da captura (embora um mais tarde apareça preso em um pilar de concreto), Bryan e Finola são redirecionados para Wichitapara investigar várias pessoas desaparecidas amarradas a um grande pedaço de destroços. Finola sucumbe à influência dos escombros, que se manifesta como o filho falecido de uma mãe em luto; o entulho sentiu sua dor e agora tenta se sustentar alimentando-se da energia vital de vários homens e mulheres que acredita serem seus "pais". Bryan encontra a irmã do menino e a convence a falar com sua mãe em coma. Quando a menina implora à mãe para aceitar a morte do irmão, o menino desaparece e Finola e as outras vítimas voltam ao normal. No vôo de volta, Bryan é contatado por seu tratador, que lhe pede para guardar um segredo de seu parceiro: o pai de Finola, o astrofísico George Jones, que se acreditava estar morto, está vivo. |              |                                             |               |             |                    |                     |
| 2 | 2            | "You Are Not Alone" "Você não está sozinho" | TBA           | TBA         | 8 de março de 2021 | TBA                 |

## Produção

### Desenvolvimento
A série foi encomendada como piloto pela NBC em janeiro de 2020, o primeiro drama a receber um pedido piloto pela rede para a temporada 2020-21.No mesmo dia, também foi anunciado que Jason Hoffs se juntaria a JH Wyman como co-produtor executivo.Em 29 de junho de 2020, a NBC escolheu o piloto para a série.

### Seleção de elenco
Em 11 de fevereiro de 2020, foi anunciado que Jonathan Tucker havia sido escalado para o piloto como o protagonista masculino, no personagem Bryan Beneventi. Pouco depois, foi anunciado que Riann Steele havia sido atraído para interpretar o personagem de Finola Jones, a protagonista feminina.  No mesmo mês, foi anunciado que Norbert Leo Butz se juntaria ao elenco principal da série como Craig Maddox.Em 20 de outubro de 2020, Anjali Jay foi escalado para um papel recorrente.Em 18 de dezembro de 2020, Gabrielle Ryan se juntou ao elenco em uma capacidade recorrente.Em 3 de fevereiro de 2021, Sebastian Roché foi escalado para um papel recorrente.

### Filmagens
A série foi uma entre um punhado de pilotos que conseguiram concluir as filmagens antes que a produção de TV fosse suspensa nos Estados Unidos devido à pandemia de COVID-19.
As filmagens do restante da primeira temporada foram inicidas em 2 de novembro de 2020 e  irão terminar em 5 de abril de 2021 em Vancouver, British Columbia.

## Lançamento
A série estreou em 1º de março de 2021 às 22h00 (ET / PT) na NBC . Legendary Pictures garantiu um acordo com a TF1 e U-Next para direitos exclusivos de distribuição da série na França e no Japão.

## Recepção
No Rotten Tomatoes , a série tem um índice de aprovação de 62% com base em 13 análises críticas, com uma classificação média de 6,75 / 10. O consenso crítico do site diz: "Embora a caracterização inicial do Debris seja um tanto ambígua, seu mistério central tem conteúdo sci-fi assustador o suficiente para manter os espectadores na dúvida - por pelo menos uma temporada."  No Metacritic , ele tem uma pontuação média ponderada de 63 de 100 com base em 8 avaliações críticas, indicando "avaliações geralmente favoráveis". 